# Tabossi
Tabossi o Villa Tabossi es un municipio ubicado entre los distritos María Grande 1° y Quebracho del departamento Paraná, en el oeste de la provincia de Entre Ríos, República Argentina. El ejido del municipio comprende la localidad del mismo nombre y un área rural. Se encuentra en una zona de producción cerealera a 55 km en línea recta de la ciudad de Paraná, capital de la provincia.
La población de la villa, es decir sin considerar el área rural, era de 844 personas en 1991 y de 1056 en 2001. La localidad cuenta con una biblioteca, cuatro escuelas, un centro laboral, un club y la capilla católica Santa Teresita.
Tabossi se encuentra sobre la cuchilla de Montiel en la divisoria de aguas de las cuencas de los ríos Paraná y Gualeguay. El arroyo Sarandí, de la vertiente del Paraná, y el arroyo Molle, de la vertiente del Gualeguay, nacen en sus inmediaciones y drenan la localidad.
Pasan por Tabossi las rutas provinciales 18 y 32, estando a 6 km el cruce de esta última con la Ruta Nacional 18. El desactivado ramal Diamante - Crespo - Federal - Curuzú Cuatiá del Ferrocarril General Urquiza atraviesa la localidad, que se formó a partir de la estación Tabossi, inaugurada en 1908. La estación recibió su nombre en homenaje a Enrique Tabossi, quien donó los terrenos para la plaza y los edificios públicos.

## Historia
El pueblo fue fundado el 29 de julio de 1908.
El 6 de octubre de 1987 la Legislatura provincial sancionó la ley n.º 7986 aprobando el censo realizado y el ejido del nuevo municipio. El 15 de octubre de 1987 fue creado el municipio de 2ª categoría mediante el decreto n.º 6098/1987 MGJE del gobernador de Entre Ríos, sustituyendo a la junta de gobierno existente hasta entonces. Nelson Brondi fue designado comisionado municipal.
En 2004 la Cámara de Diputados de la Provincia de Entre Ríos dispuso que Villa Tabossi fuera declarada "Capital Provincial del Camionero", debido a que existe allí un camión por cada 17 habitantes. La Fiesta Provincial del Camionero se realiza en Tabossi en la primera semana de noviembre de cada año.